# Lokrovec
Lokrovec – wieś w Słowenii, w gminie miejskiej Celje. W 2018 roku liczyła 311 mieszkańców. 